# Ерумба Урхельська
Ерумба (Aurembiaix; (1196 , Балаґе, Каталонія  — 1231 , Балаґе, Каталонія ) — графиня Урхеля в 1211—1213 та 1228—1231 роках. Остання представниця династії, що правила Урхелем із 992 року.

## Життєпис
Ерумба Урхельська народилася 1196 року в родині графа Ерменгола VIII Урхельського та його дружини Ельвіри Перес. У своєму написаному 30 серпня 1208 року заповіті Ерменгол VIII доручив виховання доньки Папі Римському Іннокентію III. Цим він сподівався зміцнити її права на спадщину, на яку претендував ще його племінник Геро де Кабрера, син сестри Маркези де Урхель.
Після смерті графа його вдова Ельвіра Перес передала опікунство над донькою королю Арагона Педро II. При цьому згідно з укладеним 31 жовтня 1209 року контрактом Ерумба була заручена з інфантом Хайме — старшим сином короля. Незабаром заручини розірвали з політичних причин — Хайме пророкували чоловіком доньки Симона де Монфора. Але Педро II виконав свою обіцянку і восени 1211 року після короткочасної війни, під час якої Геро де Кабрера потрапив у полон, затвердив Ерумбу на урхельському троні.
У 1213 році Педро II загинув у битві при Мюрі. Скориставшись анархією, що поширилася Арагоном, Геро де Кабрера за підтримки місцевого лицарства відновив свою владу в Урхелі. Ерумба та її мати втікли до Кастилії. Там графиня вийшла заміж за знатного дворянина Альваро Переса де Кастро, але пізніше їх шлюб (1212—1228) був розірваний через близьку спорідненість (Альваро по материній лінії був онуком Ерменгола VI).
В 1228 році Ерумба прибула до двору короля Хайме I — свого колишнього нареченого. Між ними було укладено договір, згідно з яким їй передавався Урхель як арагонський лен. Геро де Кабрера був вигнаний і невдовзі помер. У тому ж році Ерумба стала офіційною наложницею Хайме I, але ненадовго — в 1229 році вона вийшла заміж за Педро Португальського . Дітей в жодному зі шлюбів вона не мала.
У серпні 1231 року Ерумба померла у віці близько 35 років. Її овдовілий чоловік Педро Португальський передав Урхель Хайме Арагонському в обмін на Балеарські острови, а той в 1236 році передав це графство сину Геро де Кабрера — Понсу (за винятком міста Балагер).